# Kenton (Ohio)
Kenton é uma cidade localizada no estado norte-americano de Ohio, no Condado de Hardin.

## Demografia
Segundo o censo norte-americano de 2000, a sua população era de 8336 habitantes.
Em 2006, foi estimada uma população de 8149, um decréscimo de 187 (-2.2%).

## Geografia
De acordo com o United States Census Bureau tem uma área de
11,8 km², dos quais 11,6 km² cobertos por terra e 0,2 km² cobertos por água. Kenton localiza-se a aproximadamente 284 m acima do nível do mar.

## Localidades na vizinhança
O diagrama seguinte representa as localidades num raio de 20 km ao redor de Kenton.